# Kolpakov
Kolpakov je priimek več oseb:
- Arhip Ivanovič Kolpakov, sovjetski general
- Saša Kolpakov, ruski kitarist romskega rodu
- Tatjana Kolpakova, kirgiška atletinja
- Vasilij Aleksandrovič Kolpakov, sovjetski general